# Wassyl Horlenko

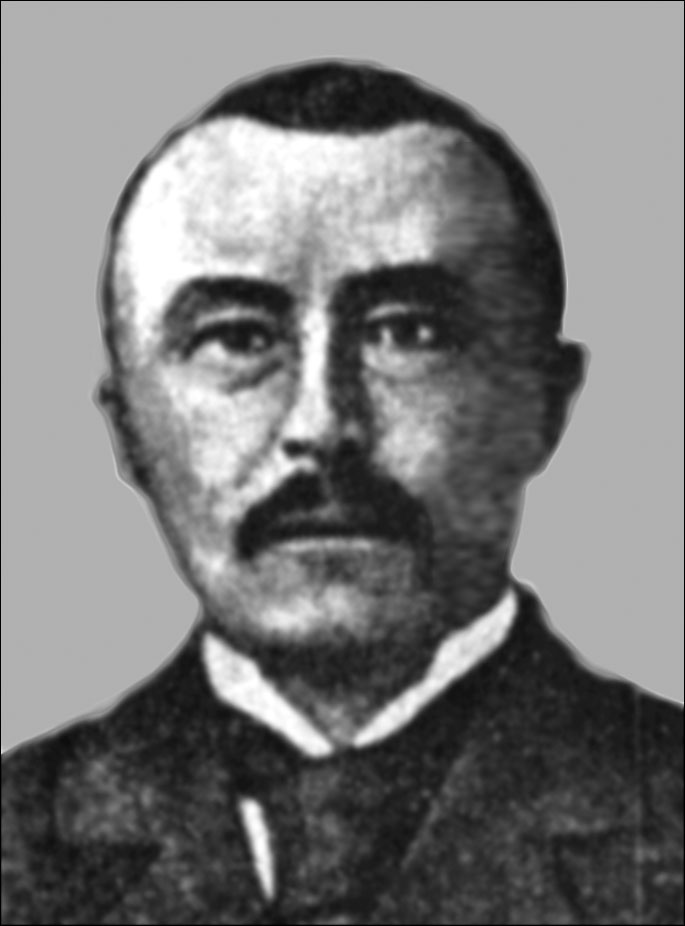
Wassyl Horlenko

Wassyl Petrowytsch Horlenko (ukrainisch Василь Петрович Горленко, russisch Василий Петрович Горленко Wassili Petrowitsch Gorlenko; * 1. Märzjul. / 13. März 1853greg. in Jaroschiwka, Gouvernement Poltawa, Russisches Kaiserreich; † 14. Apriljul. / 27. April 1907greg. in Sankt Petersburg, Russisches Kaiserreich) war ein ukrainischer Schriftsteller, Literaturkritiker, Kunsthistoriker, Volkskundler und Ethnograph.

## Leben
Wassyl Horlenko entstammte einer alten, seit dem 16. Jahrhundert bekannten ukrainischen Kosakenfamilie und kam in Jaroschiwka, dem heutigen Ukrajinske (Українське) in der ukrainischen Oblast Tschernihiw (einer weiteren Quelle in gleichnamigen Ort in der Oblast Sumy) zur Welt.
Er studierte zunächst am Nischyn-Lyzeum und daraufhin bis 1882 an der Sorbonne in Paris. Anschließend schrieb er zahlreiche Beiträge für die in Kiew erscheinende Monatszeitschrift für ukrainische Studien Kievskaia Starina, darunter Artikel zur ukrainischen Literatur und zu Dumas (ukrainische lyrisch-epische Volkslieder der Kosakenzeit des 16. und 17. Jahrhunderts). Außerdem schrieb er literarische Porträts zu Schriftstellern wie Taras Schewtschenko, Iwan Franko, Iwan Kotljarewskyj, Hryhorij Kwitka-Osnowjanenko und Iwan Netschuj-Lewyzkyj sowie Studien zu klassizistischen Künstlern wie Dmitri Lewizki und Wladimir Borowikowski.
Horlenko unterhielt unter anderem enge Beziehungen zu Kulturschaffenden wie Marija Sankowezka, Nikolai Kostomarow und Panas Myrnyj. Er starb 54-jährig in Sankt Petersburg und wurde in seinem Heimatdorf beerdigt.
Ein Teil seiner Werke wurden zwischen 1898 und 1905 publiziert. 1934 wurden eine von Dmytro Doroschenko verfasste  Monographie über ihn in Paris veröffentlicht.